# 1030M Drozd

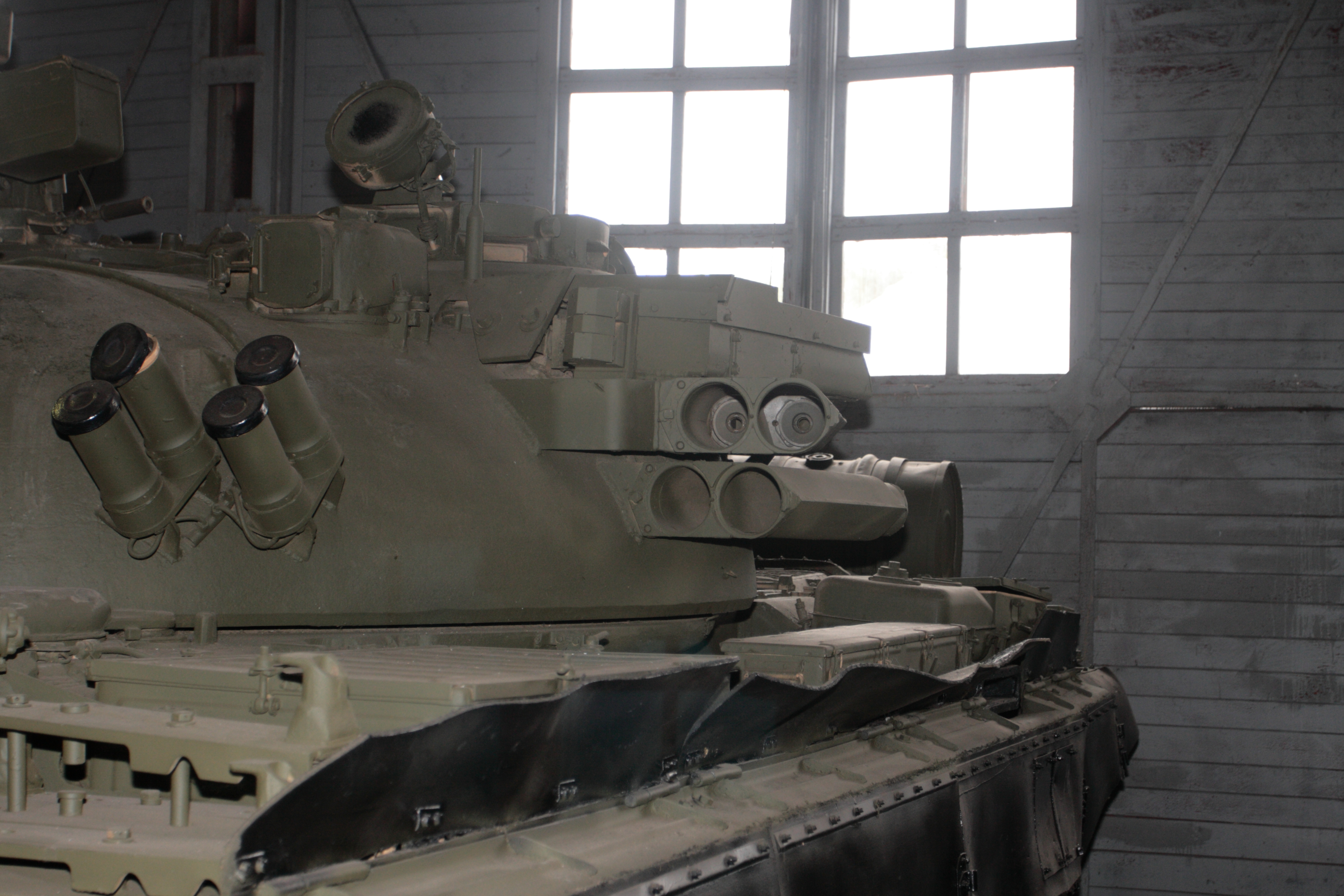
T-55AD z systemem "Drozd" w Muzeum Czołgów w Kubince

1030M Drozd – rosyjski system obrony aktywnej stosowany głównie w czołgach. System składa się z rakiet umieszczonych w zasobnikach po obu stronach wieży czołgu oraz radaru umieszczonego na tyle wieży. Radar śledzi nadlatujący przeciwpancerny pocisk kierowany i w odpowiednim momencie odpala rakietę w jego kierunku. Rakieta eksploduje niszcząc strumieniem wybuchu nadlatujący pocisk.
System ma mniejsze możliwości niż inny system obrony - Arena, jeśli chodzi o kąt zabezpieczenia pojazdu, liczbę śledzonych pocisków i prawdopodobieństwo ich zniszczenia.
Kolejną wersją rozwojową jest system Drozd-2, posiada on zwiększony kąt zabezpieczenia pojazdu, zmniejszony rozmiar rakiet oraz większą ich liczbę.
Drozd-2 jest dostępny m.in. jako opcja dla czołgu T-80U.